# Tritsch-Tratsch-Polka
Pour les articles homonymes, voir Polka.
Tritsch-Tratsch-Polka ou Trish-Trash-Polka op. 214 (rumeurs, potins, en argot viennois autrichien) de Johann Strauss II (fils) (1825-1899) est une célèbre polka rapide (polka schnell) en la majeur  pour orchestre symphonique. Composée en 1858, elle fait partie de ses œuvres les plus célèbres et emblématiques, avec entre autres Le Beau Danube bleu de 1866, ou Wiener Blut de 1873, régulièrement jouées avec succès entre autres au concert du nouvel an à Vienne.

## Histoire
Johann Strauss II (fils de Johann Strauss (père), deux des compositeurs les plus célèbres de l'histoire de la musique classique) est reconnu entre autres comme un des « maîtres de la polka » à une période d'important succès dans toute l'Europe de « polkamania ». À la suite de la disparition de son père en 1849, il fusionne leurs deux orchestres et part en tournées triomphales en Europe. 
- Interprétation par le HofAccordion Orchestra

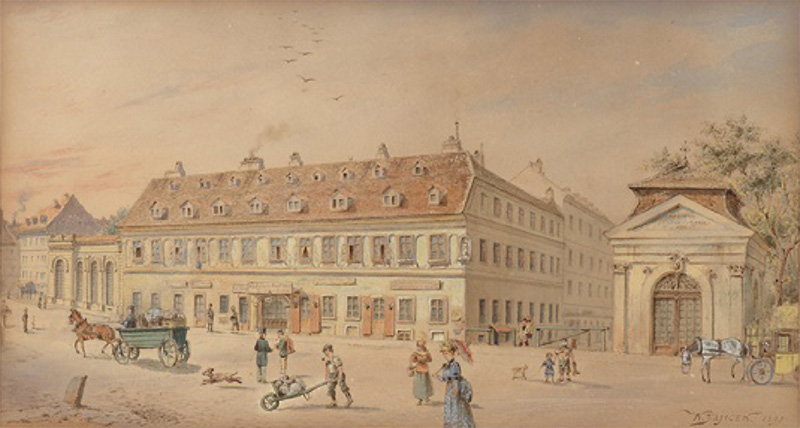
Taverne Zum Großen Zeisig de Vienne

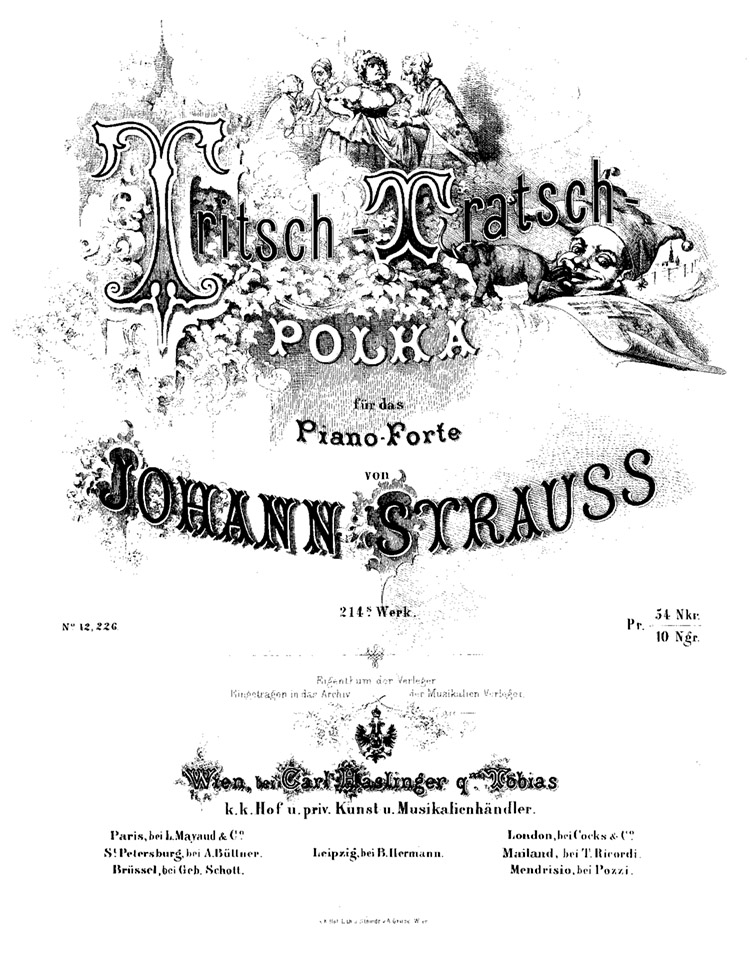
Première partition Tritsch-Tratsch Polka de 1858 pour piano-forte, de l'éditeur Carl Haslinger

A son retour à Vienne en 1858, après trois saisons de tournées triomphales d'été en Russie (au palais de Pavlovsk, au sud de Saint-Pétersbourg) la revue viennoise d'humour satirique, et de potins mondains « Tritsch-Tratsch », (bavardages, potins, médisances, ragots, fausses rumeurs, commérages, etc., en argot viennois) se moque du célèbre compositeur qui préfère le succès de ses tournées européennes, au détriment de son public viennois, et diffuse des rumeurs mondaines sur ses diverses aventures amoureuses pendant ses séjours en Russie... Ce à quoi Johann Strauss répond par son génie humoristique musical, en composant cette polka rapide (polka schnell) caricature musicale énergique et animée, entraînante, drôle, amusante, et joyeuse, inspirée du thème de « la passion viennoise pour la diffusion joyeuse de ragots ». Il s'inspire également de la pièce burlesque à succès Der Tritschtratsch de 1833 (sur le même thème) du célèbre dramaturge et acteur autrichien Johann Nestroy (sur une musique d'Adolf Müller senior) qui est alors encore au répertoire des orchestres de Vienne au moment de la composition de sa polka (Tritsch-Tratsch serait également selon certaines rumeurs, le nom du caniche de sa première épouse cantatrice Henrietta Treffz (en), qu'il épouse en 1862, après l'avoir connue pendant 15 ans).
Johann Strauss crée cette polka avec un immense succès retentissant le 24 novembre 1858, accompagné par son frère Josef Strauss, à la taverne Zum Großen Zeisig de Vienne, près de chez lui. Les premières partitions retranscrites pour piano-forte de l'éditeur Carl Haslinger sont toutes vendues avec un vif succès en quelques heures à partir du 1er décembre 1858.

## Anecdote
Cette même année le compositeur franco-allemand Jacques Offenbach (considéré comme « le roi du Second Empire » du monde du spectacle parisien) triomphe avec son Galop infernal d'Orphée aux Enfers de son opérette d'opéra bouffe Orphée aux Enfers, dans son théâtre des Bouffes-Parisiens de Paris (inspiré de polkas rapides similaires, de cancans, et chahut-cancans, repris et arrangé par le célèbre French cancan de 1868, plus célèbre œuvre d'Offenbach, et plus célèbre des cancan-chahut-cancan du monde).  